# Aphanius fasciatus
Aphanius fasciatus Valenciennes, 1821, noto in italiano come nono, è un pesce d'acqua salmastra appartenente alla famiglia Cyprinodontidae (ordine Cyprinodontiformes), di cui è l'unica specie autoctona italiana.

## Distribuzione ed habitat

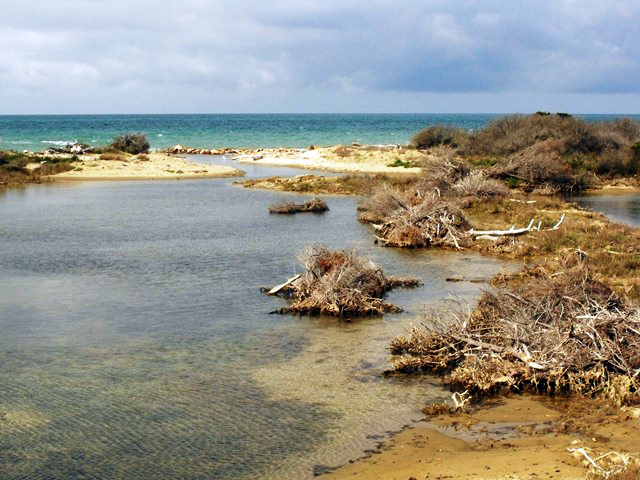
Il tipico habitat di questa specie (Parco naturale della Maremma)

Questa specie ha distribuzione circummediterranea e si ritrova in tutti i paesi bagnati dal mar Mediterraneo eccetto la penisola iberica, la Francia occidentale ed il Marocco ed in tutte le sue isole eccettuata Creta. Preferisce le acque salmastre della zona dei Mugilidi e può vivere anche in paludi e stagni salmastri sopportando grandi escursioni termiche e di salinità.
È inoltre presente in fiumi con acque salate o salmastre, come l'Imera meridionale in Sicilia. È una specie molto eurialina tanto che si può, anche se raramente, ritrovare in acque del tutto dolci e, ancor più di rado, in mare. Addirittura è stato ritrovato nelle acque ipersaline delle saline.

## Descrizione
Si tratta di un piccolo pesce che raggiunge a malapena i 5-6 cm. La bocca è piccola ed in posizione supera mentre la testa è piuttosto grande. La pinna caudale è grande ed arrotondata con una banda brunastra, la dorsale e l'anale sono quasi simmetriche, di colore giallastro con macchie e bande marrone, così come le pinne pari. La livrea presenta delle differenze legate al sesso, il maschio infatti ha da 7 a 15 bande verticali chiare ed ha il dorso di un vivace color blu, oliva o bruno. La femmina ha colori assai più smorti e bande scure assai meno definite.
In questa specie i maschi sono molto più piccoli delle femmine.

## Comportamento
È una specie gregaria che forma banchi nell'immediato sottoriva degli ambienti in cui vive.

## Riproduzione
La maturità sessuale è raggiunta entro l'anno di età (adattamento ad ambienti instabili). La riproduzione avviene per tutta la primavera e l'estate. Il maschio effettua una danza rituale per separare una femmina dal branco dopo di che questa depone circa 200 uova che aderiscono alla vegetazione, prontamente fecondate dal maschio. Gli avannotti alla nascita sono lunghi circa 5 mm.

## Alimentazione
Il nono è un pesce predatore: si nutre di crostacei planctonici e di piccoli molluschi, con una spiccata predilezione per le larve di insetti, soprattutto ditteri, culicidi (zanzare).

## Biogeografia
Questa specie (ed in genere tutti gli Aphanius) è considerato un relitto biogeografico della fauna della Tetide che popolava il mar Mediterraneo prima di essere sterminata durante la crisi di salinità del Messiniano (che comportò il quasi totale disseccamento del Mediterraneo) alla fine del Miocene.

## Utilizzi
Il nono non è interesse di pesca e non ha dunque valore commerciale. Le sue carni, anche se commestibili, non sono particolarmente apprezzate in cucina. In passato erano addirittura reputate velenose. In quanto la sua dieta è principalmente composta da piccole invertebrati e larve di insetti, questa specie può fornire un servizio ecosistemico come agente di controllo biologico contro le zanzare.

## Conservazione
Non appare in pericolo immediato ma risente fortemente della competizione con l'alloctona gambusia.